# Lijst van personages en hun auto's uit The Fast and the Furious-serie
In dit artikel worden alle personages uit de films van The Fast and the Furious-serie besproken.
Deze serie bestaat uit The Fast and the Furious, 2 Fast 2 Furious, The Fast and the Furious: Tokyo Drift, Fast & Furious, Fast Five en Fast & Furious 6.

## Samenvatting
Een donkergrijs vakje duidt aan dat het personage niet meespeelde in de film.
| Personages            | Film                          | Film                     | Film                                       | Film                | Film                     | Film                     | Film                     | Film                         | Film                              |
| Personages            | The Fast and the Furious 2001 | 2 Fast 2 Furious 2003    | The Fast and the Furious: Tokyo Drift 2006 | Fast & Furious 2009 | Fast Five 2011           | Fast & Furious 6 2013    | Furious 7 2015           | The Fate of the Furious 2017 | Fast & Furious: Hobbs & Shaw 2019 |
| --------------------- | ----------------------------- | ------------------------ | ------------------------------------------ | ------------------- | ------------------------ | ------------------------ | ------------------------ | ---------------------------- | --------------------------------- |
| Dominic Toretto       | Vin Diesel                    |                          | Vin Diesel (cameo)                         | Vin Diesel          | Vin Diesel               | Vin Diesel               | Vin Diesel               | Vin Diesel                   |                                   |
| Brian O'Conner        | Paul Walker                   | Paul Walker              |                                            | Paul Walker         | Paul Walker              | Paul Walker              | Paul Walker              |                              |                                   |
| Letty Ortiz           | Michelle Rodríguez            |                          |                                            | Michelle Rodríguez  |                          | Michelle Rodríguez       | Michelle Rodríguez       | Michelle Rodríguez           |                                   |
| Mia Toretto           | Jordana Brewster              |                          |                                            | Jordana Brewster    | Jordana Brewster         | Jordana Brewster         | Jordana Brewster         | Jordana Brewster             |                                   |
| Roman Pearce          |                               | Tyrese Gibson            |                                            |                     | Tyrese Gibson            | Tyrese Gibson            | Tyrese Gibson            | Tyrese Gibson                |                                   |
| Tej Parker            |                               | Chris 'Ludacris' Bridges |                                            |                     | Chris 'Ludacris' Bridges | Chris 'Ludacris' Bridges | Chris 'Ludacris' Bridges | Chris 'Ludacris' Bridges     |                                   |
| Han                   |                               |                          | Sung Kang                                  | Sung Kang           | Sung Kang                | Sung Kang                |                          |                              |                                   |
| Gisele Yashar         |                               |                          |                                            | Gal Gadot           | Gal Gadot                | Gal Gadot                |                          |                              |                                   |
| Luke Hobbs            |                               |                          |                                            |                     | Dwayne Johnson           | Dwayne Johnson           | Dwayne Johnson           | Dwayne Johnson               | Dwayne Johnson                    |
| Elena Neves           |                               |                          |                                            |                     | Elsa Pataky              | Elsa Pataky              | Elsa Pataky              | Elsa Pataky                  |                                   |
| Vince                 | Matt Schulze                  |                          |                                            |                     | Matt Schulze             |                          |                          |                              |                                   |
| Leon                  | Johnny Strong                 |                          |                                            |                     |                          |                          |                          |                              |                                   |
| Jesse                 | Chad Lindberg                 |                          |                                            |                     |                          |                          |                          |                              |                                   |
| Johnny Tran           | Rick Yune                     |                          |                                            |                     |                          |                          |                          |                              |                                   |
| Agent Bilkins         | Thom Barry                    | Thom Barry               |                                            |                     |                          |                          |                          |                              |                                   |
| Monica Fuentes        |                               | Eva Mendes               |                                            |                     | Eva Mendes               |                          |                          |                              |                                   |
| Carter Verone         |                               | Cole Hauser              |                                            |                     |                          |                          |                          |                              |                                   |
| Suki                  |                               | Devon Aoki               |                                            |                     |                          |                          |                          |                              |                                   |
| Jimmy                 |                               | Jin Au-Yeung             |                                            |                     |                          |                          |                          |                              |                                   |
| Sean Boswell          |                               |                          | Lucas Black                                |                     |                          |                          | Lucas Black (cameo)      |                              |                                   |
| Neela                 |                               |                          | Nathalie Kelley                            |                     |                          |                          |                          |                              |                                   |
| Twinkie               |                               |                          | Bow Wow                                    |                     |                          |                          |                          |                              |                                   |
| D.K. / Takashi        |                               |                          | Brian Tee                                  |                     |                          |                          |                          |                              |                                   |
| Tego Leo              |                               |                          |                                            | Tego Calderón       | Tego Calderón            |                          |                          | Tego Calderón (cameo)        |                                   |
| Rico Santos           |                               |                          |                                            | Don Omar            | Don Omar                 |                          |                          | Don Omar (cameo)             |                                   |
| Arturo Braga          |                               |                          |                                            | John Ortiz          |                          | John Ortiz               |                          |                              |                                   |
| Agent Michael Stasiak |                               |                          |                                            | Shea Whigham        |                          | Shea Whigham             |                          |                              |                                   |
| Fenix Calderon        |                               |                          |                                            | Laz Alonso          |                          | Laz Alonso               |                          |                              |                                   |
| Cara Mirtha           |                               |                          |                                            | Mirtha Michelle     |                          |                          |                          |                              |                                   |
| Diogo                 |                               |                          |                                            |                     | Luis Da Silva            |                          |                          |                              |                                   |
| Hernan Reyes          |                               |                          |                                            |                     | Joaquim de Almeida       |                          |                          |                              |                                   |
| Owen Shaw             |                               |                          |                                            |                     |                          | Luke Evans               | Luke Evans (cameo)       | Luke Evans (cameo)           |                                   |
| Deckard Shaw          |                               |                          |                                            |                     |                          | Jason Statham (cameo)    | Jason Statham            | Jason Statham                | Jason Statham                     |
| Riley Hicks           |                               |                          |                                            |                     |                          | Gina Carano              |                          |                              |                                   |
| Jah                   |                               |                          |                                            |                     |                          | Joe Taslim               |                          |                              |                                   |
| Klaus                 |                               |                          |                                            |                     |                          | Kim Kold                 |                          |                              |                                   |
| Adolfson              |                               |                          |                                            |                     |                          | Benjamin Davies          |                          |                              |                                   |
| Vegh                  |                               |                          |                                            |                     |                          | Clara Paget              |                          |                              |                                   |
| Mr. Nobody            |                               |                          |                                            |                     |                          |                          | Kurt Russell             | Kurt Russell                 |                                   |
| Ramsey                |                               |                          |                                            |                     |                          |                          | Nathalie Emmanuel        | Nathalie Emmanuel            |                                   |
| Mose Jakande          |                               |                          |                                            |                     |                          |                          | Djimon Hounsou           |                              |                                   |
| Kiet                  |                               |                          |                                            |                     |                          |                          | Tony Jaa                 |                              |                                   |
| Kara                  |                               |                          |                                            |                     |                          |                          | Ronda Rousey             |                              |                                   |
| Mando                 |                               |                          |                                            |                     |                          |                          | Romeo Santos             |                              |                                   |
| Zafar                 |                               |                          |                                            |                     |                          |                          | Ali Fazal                |                              |                                   |
| Sheppard              |                               |                          |                                            |                     |                          |                          | John Brotherton          |                              |                                   |
| Magdalene Shaw        |                               |                          |                                            |                     |                          |                          |                          | Helen Mirren (cameo)         | Helen Mirren                      |
| Brixton Lore          |                               |                          |                                            |                     |                          |                          |                          |                              | Idris Elba                        |
| Hattie Shaw           |                               |                          |                                            |                     |                          |                          |                          |                              | Vanessa Kirby                     |
| Madam M               |                               |                          |                                            |                     |                          |                          |                          |                              | Eiza González                     |
| Jonah Hobbs           |                               |                          |                                            |                     |                          |                          |                          |                              | Cliff Curtis                      |
| Locke                 |                               |                          |                                            |                     |                          |                          |                          |                              | Ryan Reynolds                     |

## Hoofdpersonages

### Brian O'Conner
Brian O'Conner werd in de films gespeeld door Paul Walker, dit nadat Mekhi Phifer, Mark Wahlberg, Christian Bale, Patrick Dempsey, Tom Hardy en Eminem bedankten voor deze rol.

##### Doorheen de films
Brian O'Conner is het belangrijkste personage in de eerste films van deze filmreeks en verschijnt dan ook in alle films, met uitzondering van The Fast and the Furious: Tokyo Drift.
In de eerste film werkt Brian als undercoveragent voor de LAPD. Wanneer hij zich aansluit bij een missie van de FBI komt hij in een totaal ander milieu terecht. Zijn opdracht is een reeks van diefstallen van vrachtwagentrailers rond LA op te lossen. Door dit onderzoek komt hij in de wereld van de straatraces terecht en ontmoet hij Dominic Toretto. Hij begint een relatie met Dominics zus, Mia Toretto. Op het einde van de eerste film helpt hij Dom (Dominic Toretto) te ontsnappen en vlucht hij zelf weg uit LA om te voorkomen dat hij gearresteerd wordt.
In de tweede film woont hij in Miami als straatracer. Nadat hij een race gewonnen heeft wordt Brian opgepakt. Men doet hem het voorstel om deel te nemen aan een FBI-operatie, in ruil waarvoor zijn strafblad wordt gewist. O'Conner neemt het voorstel aan en vormt een team met zijn jeugdvriend Roman Pearce. De twee vrienden gaan undercover als straatracers en zorgen zo voor de aanhouding van de drugsbaron Carter Verone.
In de vierde film wordt Brian een FBI-agent en krijgt hij de opdracht Arturo Brage, een bekende drugsbaron, op te pakken. Zowel Brian als Dominic infiltreren in Braga's achterban. Samen slagen ze erin Braga te arresteren, maar ook Dom wordt hierbij opgepakt en veroordeelt tot een gevangenisstraf. Maar dit is buiten Brian, Mia en de andere leden van Dominics groep gerekend. Samen onderscheppen ze de bus met gevangene op weg naar de gevangenis en bevrijden ze Dom.
In de vijfde film raken Brian en Dominic in Rio de Janeiro gevangen in een gevecht met de corrupte zakenman en drugsbaron Hernan Reyes. Samen met hun achterban maken ze plannen om een deel van Reyes geld te stelen om zo hun vrijheid te kunnen kopen. Daarnaast blaast hij ook zijn relatie met Mia nieuw leven in en samen verwachten ze een kindje.
Om Fast Five goed te kunnen begrijpen moet je een aantal dingen weten over Brian:
- Zijn vader is er nooit voor hem geweest en hij weet ook bijna niets over zijn vader. Dit staat in schril contrast met de band die Dominics vader had met zijn twee kinderen.
- Hij zat samen met Roman in een jeugdinstelling voor ze politieagent werden.

In de eerste film was auto-tuning voor Brian nog onbekend maar na zijn ontmoeting met Dom werd hij meer actief in het racemilieu en veranderende hij in een ervaren mecanicien.

##### Zijn auto's
The Fast and the Furious
- Mitsubishi Eclipse 1995
- Ford F-150 1999
- Toyota Supra 1994

Turbo-Charged Perlude
- Mitsubishi 3000GT VR-4 1999
- Nissan Skyline GT-R R34 1999

2 Fast 2 Furious
- Nissan Skyline GT-R R34 1999
- Mitsubishi Lancer Evolution VII met Mitsubishi Lancer O-Z Rally Edditon 2002
- Chevrolet Yenko Camaro 1969

Fast & Furious
- Ford Crown Victoria Police Car 1992
- Nissan Skyline GT-T R34
- Hummer H1 2002
- Subaru Impreza WRX STI 2009
- Dodge Charger 1970

Fast Five
- Dodge Charger 1970
- Nissan Skyline GT-R 1971
- Porsche 911 met 911 GT3 RS-logo's en -stickers 2011
- Dodge Charger R/T Police Car 2011
- Dodge Charger SRT8 2011
- Nissan GT-R 2011

Fast & Furious 6
- Ford Escort Mark I Mexico 1970

### Dominic Toretto

##### Doorheen de films
Dominic Toretto is een elite straatracer, een automecanicien en een ex-gedetineerde.
Zijn zus is Mia Toretto en zijn vriendin is Letty Ortiz.
Gedurende zijn hele leven al is Dom op de vlucht voor de politie. Om aan de politie te ontsnappen verhuist hij vaak en telkens laat hij zijn vriendin Letty achter om haar te "beschermen". Hij woonde al in Mexico, Panama, Ecuador en de Dominicaanse republiek.
In Fast and Furious verenigt hij zich met Brian om de dood van Letty de wreken en om drugsbaron Arturo Braga te stoppen.

#### Zijn auto's
The Fast and the Furious
- Mazda RX-7 1993
- Honda Civic 1995
- Dodge Charger R/T 1970
- Toyota Supra 1994
- Chevrolet Chevelle 1970

The Fast and the Furious: Tokyo Drift
- Plymouth Road Runner 1970

Los Bandoleros
- Pontiac Bonneville Convertible 1966

Fast & Furious
- Dodge Charger R/T 1970
- Chevrolet Chevelle 1970
- Buick Grand National 1987
- Subaru Impreza WRX STI 2009
- Chevrolet Camaro F-Bomb 1973

Fast Five
- Dodge Charger R/T 1970
- Chevrolet Corvette Stingray Grand Sport 1963
- Dodge Charger R/T Police Car 2011
- Dodge Charger SRT8 2010
- Dodge Challenger SRT8 2009

Fast & Furious 6
- Dodge Charger Daytona 1969

### Letty Ortiz

##### Doorheen de films
Letty is getrainde straatracer en automechanicus.
In Fast & Furious zit ze in de achterban van Dominic wanneer hij tankwagens van hun lading gaat bestelen in de Dominicaanse republiek. Maar wanneer de politie hem op de hielen zit laat hij haar achter om haar te beschermen.
Enkele weken later belt Mia Dominic om hem te vertellen dat Letty vermoord is door Fenix. Later komt uit dat Letty, nadat Dom haar verlaten heeft en zij hem niet heeft kunnen vinden, FBI-agent Brian O'Conner heeft gecontacteerd en zo als undercoveragent aan het werk gaat. Ze gaat undercover bij de achterban van Braga met als doel het strafblad van Dom te wissen zodat hij terug naar huis kan komen.
In een scène na de aftiteling van Fast Five ontvangt Luke Hobbs een document over een overval, in welke Letty een foto van Letty bijgesloten is. Dit geeft aan dat ze nog in leven is en betrokken is bij een overval van een militair konvooi in Berlijn.

#### Haar auto's
The Fast and the Furious
- Nissan 240SX 1997
- Honda Civic 1995

Fast & Furious
- Plymouth Road Runner 1970

Fast & Furious 6
- Jensen Interceptor 1972

### Mia Toretto

##### Doorheen de films
Mia Toretto is de zus van Dominic en heeft een liefdesrelatie met Brian.
Net als haar broer kan ook Mia goed met auto's overweg.
In Fast Five is ze gelukkig samen met Brian en is ze in blijde verwachting van hem.

#### Haar auto's
The Fast and the Furious
- Acura Integra 1992/1993
- Toyota Supra 1994

Fast & Furious
- Acura NSX-T 2002

Fast Five
- Acura NSX-T 2002
- Ford GT40 1966